# Sergej Aleksandrovič Andrjuščenko
‎
Sergej Aleksandrovič Andrjuščenko, sovjetski (ruski) častnik in heroj Sovjetske zveze, * 19. oktober 1912, Saratov, † 13. december 1980.

## Življenje
Po končani osnovni šoli se je zaposlil na kmetijski zadrugi, nato pa je leta 1929 vstopil v Rdečo armado. Leta 1932 je končal vojaško pehotno šolo Stoletje I. Lenina.
Pred drugo svetovno vojno je tako opravljal naloge poveljnika voda do načelnika štaba polka. 
Med samo vojno je nato sodeloval v bojih Južne, Krimske, Severnokavkaške, Stepske, 1., 8. in 2. ukrajinske fronte. Te fronte so sodelovale v bojih na Krimu, Severnem Kavkazu, Kavkazu, v Ukrajini, na Poljskem, na Madžarskem, na Češkoslovaškem in v Avstriji. Vojno je končal načelnik štaba 23. strelske divizije.
Po vojni je končal Vojaško akademija Vorošilov.

## Odlikovanja
- heroj Sovjetske zveze: 25. oktober 1943 (№ 2065)
- red Lenina: 1954
- 2× red rdeče zastave: 1942 in 1950
- red rdeče zastave (Madžarska): 1955